# (7562) Kagiroino-Oka
(7562) Kagiroino-Oka es un asteroide perteneciente al cinturón de asteroides descubierto el 30 de noviembre de 1986 por Hiroki Kosai y su compañero astrónomo Kiichirō Furukawa desde el Observatorio Kiso, Monte Ontake, Japón.

## Designación y nombre
Designado provisionalmente como 1986 WO9. Fue llamado así por un lugar en uno de los poemas de la colección Man'yōshū. Se dice que el lugar es la actual Ouda, prefectura de Nara.

## Características orbitales
Kagiroino-Oka está situado a una distancia media del Sol de 2,769 ua, pudiendo alejarse hasta 2,826 ua y acercarse hasta 2,712 ua. Su excentricidad es 0,021 y la inclinación orbital 3,290 grados. Emplea 1682,88 días en completar una órbita alrededor del Sol.

## Características físicas
La magnitud absoluta de Kagiroino-Oka es 13,07. Tiene 6,885 km de diámetro y su albedo se estima en 0,283. 